# 利斯塔角

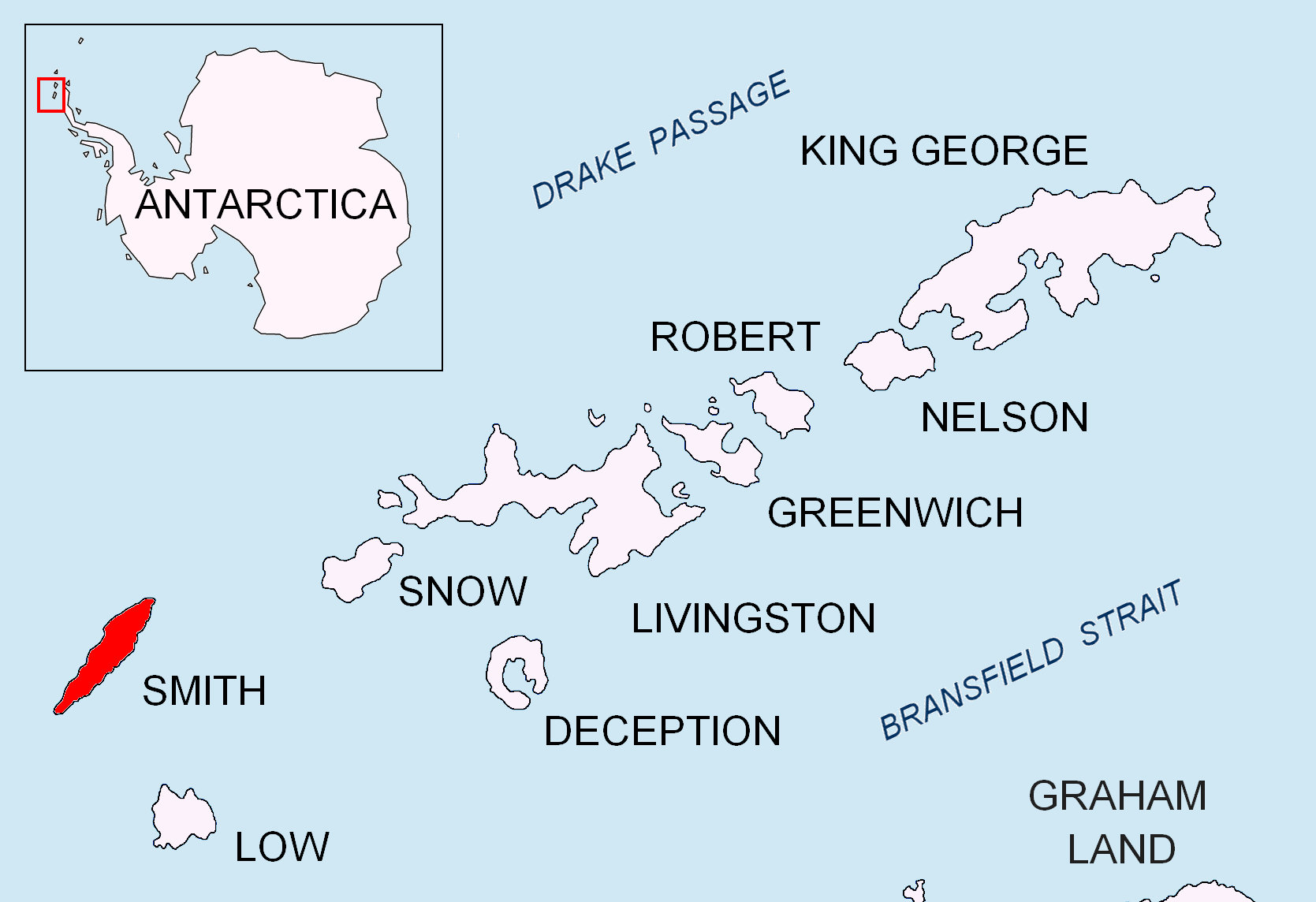

利斯塔角（英語：Lista Point）是南極洲的海岬，位於南設得蘭群島的史密斯島西北岸，處於加爾門角西南面4.26公里、巴塔克角東北面2.54公里，現時由南極條約體系管理。

## 外部連結
- SCAR Composite Antarctic Gazetteer（页面存档备份，存于）.

63°01′15.2″S 62°38′15.6″W / 63.020889°S 62.637667°W